# Galliera (Italie)
Pour les articles homonymes, voir Galliera.
Galliera est une commune italienne de la ville métropolitaine de Bologne, dans la région Émilie-Romagne.

## Administration
| Période                                  | Période  | Identité           | Étiquette | Qualité |
| ---------------------------------------- | -------- | ------------------ | --------- | ------- |
| 2004                                     | En cours | Giuseppe Chiarillo |           |         |
| Les données manquantes sont à compléter. |          |                    |           |         |

### Hameaux
Galliera, San Venanzio, San Vincenzo

### Communes limitrophes
Malalbergo, Pieve di Cento, Poggio Renatico, San Pietro in Casale, Sant'Agostino